# Núria Pau
Núria Pau Romeu est une skieuse alpine espagnole, née le 24 février 1994 à Ribes de Freser en Espagne. Elle est spécialiste du slalom et du slalom géant.

## Biographie
Native de Ribes de Freser dans la province de Gérone en Catalogne, Núria Pau est licenciée au La Molina Club d'Esport et commence sa carrière sportive en 2009, à l'âge de 15 ans. Spécialiste du slalom géant et du slalom, elle remporte en 2012 ses deux premiers titres de championne d'Espagne, en slalom et en combiné. Elle intègre la Coupe d'Europe en cours de saison 2015-2016 et compte à la date d'août 2016 17 podiums sur des courses FIS dont 5 victoires. Écartée de la sélection nationale pour cause de résultats insuffisants en 2017, elle décide de participer seule à la saison de Coupe sud-américaine  durant l'été. Elle y remporte 5 podiums dont 3 victoires, ce qui lui vaut d'être réintégrée à l'équipe nationale.
Bien que l'Espagne dispose d'un quota féminin pour le ski alpin aux Jeux olympiques de 2018, aucune skieuse ne satisfait aux exigences de la fédération espagnole, Pau n'est donc pas retenue pour prendre part à ces Jeux. Elle dispute sa première épreuve de Coupe du monde le 5 janvier 2019 à l'occasion du slalom de Zagreb qui se solde par un abandon en première manche. Elle participe ensuite à ses premiers championnats du monde, à Åre.
À partir de 2020, Pau cesse à nouveau de collaborer avec l'équipe d'Espagne et s'entraîne alors en Italie. Réalisant d'après elle la meilleure saison de sa carrière, elle est sélectionnée pour les championnats du monde 2021 de Cortina d'Ampezzo. Pau réalise le 24e temps de la première manche du slalom géant avant d'abandonner au cours de la deuxième. Elle est sélectionnée pour les Jeux olympiques de 2022 à Pékin. Sur le slalom géant, elle est 40e de la première manche et abandonne lors de la seconde après avoir chuté à cinq portes de l'arrivée,. Championne d'Espagne du slalom le mois suivant, elle annonce en mai arrêter la compétition de haut niveau.
En parallèle de sa carrière, elle poursuit des études de kinésithérapie.

## Palmarès

### Jeux olympiques
| Édition / Épreuve | Slalom géant |
| ----------------- | ------------ |
| JO 2022 Pékin     | Abandon      |

### Championnats du monde
| Édition / Épreuve      | Slalom géant | Slalom  |
| ---------------------- | ------------ | ------- |
| 2019 Åre               | 36e          | Abandon |
| 2021 Cortina d'Ampezzo | Abandon      | -       |

### Championnats du monde junior
| Épreuve / Édition                  | Descente | Super G | Slalom géant |
| Mondiaux junior 2011 Crans-Montana | 48e      | 36e     | Abandon      |

### Coupe d'Europe
- 1 top 10.

### Championnats d'Espagne
- Championne de slalom en 2012, 2015, 2016, 2018, 2019, 2021 et 2022.
- Championne de slalom géant en 2017, 2019.
- Championne de super G en 2019[11].
- Championne de combiné en 2012.